# NK Čulinec Zagreb
Nogometni klub Čulinec hrvatski je nogometni klub iz Zagreba. U sezoni 2024./25. natječe se u 2. Zagrebačkoj NL.

## Povijest
Klub je osnovan 1. svibnja 1980. godine. 
Od 1980. do 1997. zvao se Čulinec. Godine 1997. mijenja ime u Čulinec Auto Obad. Dvije godine kasnije vraća prethodno ime.

## Vanjske poveznice
- Profil, Facebook
- Web-stranica  Arhivirana inačica izvorne stranice od 16. kolovoza 2017. (Wayback Machine)
- Profil, HNS Semafor